# الفرقان بين الحق والبطلان
الفرقان بين الحق والبطلان هو كتاب من تأليف الإمام أحمد بن عبد الحليم بن تيمية (661 هـ - 728 هـ)، أحد أعلام أهل السنة والجماعة، كتبه أثناء سجنه في قلعة دمشق، ويُعد من أبرز كتبه العقدية، حيث تناول فيه معايير التفريق بين الحق والباطل في العقيدة، من خلال عرض انحرافات الطوائف الكلامية والباطنية والرد عليها بطريقة عقلية ونقلية معًا.

## محتوى الكتاب
يبدأ ابن تيمية ببيان أن "الفرقان" هو النور الذي يميز به المؤمن بين الهُدى والضلال، ويقرر أن ذلك النور لا يُنال إلا بالإيمان والعمل الصالح (سورة الأنفال: 29). ثم ينتقل إلى نقد الطرق الفلسفية والكلامية التي سلكها المتكلمون، ويبين أن الاعتماد على العقل المجرد دون الرجوع إلى الوحي هو سبب الضلال.
يناقش ابن تيمية في هذا الكتاب:
- خطر اتباع الهوى والذوق والكشف في مسائل العقيدة دون الرجوع للنصوص.[2]
- فساد مذهب الجهمية والمعتزلة في نفي الصفات الإلهية.[3]
- أهمية الجمع بين العقل الصحيح والنقل الصريح، كما في قوله: "العقل الصريح لا يعارض النقل الصحيح، بل يشهد له ويؤيده".[4]

## أهمية الكتاب
يُعد هذا الكتاب وثيقة هامة من وثائق الرد على الفرق الإسلامية، وقد استند فيه المؤلف إلى نصوص الكتاب والسنة وأقوال السلف، مع تحليل عميق لمناهج الفرق المخالفة، مما جعله مرجعًا أساسيًا لطلاب العقيدة الإسلامية، ويستشهد به علماء كُثر، مثل ابن القيم والذهبي.

## منهج المؤلف
يتّبع ابن تيمية في هذا الكتاب منهجًا علميًا يجمع بين النقل والعقل: النقل: الاعتماد على الآيات القرآنية والأحاديث النبوية. العقل: استخدام الاستدلال العقلي والمنطقي لدحض أقوال المخالفين. السلف: الرجوع إلى فهم الصحابة والتابعين في قضايا الأسماء والصفات.

## المؤلف
أحمد بن عبد الحليم بن تيمية الحراني، وُلد سنة 661 هـ في حران، ثم انتقل إلى دمشق، وكان من أبرز علماء الإسلام في العصر المملوكي، له مؤلفات كثيرة في الفقه والتفسير والعقيدة، من أشهرها:
- درء تعارض العقل والنقل
- منهاج السنة النبوية
- الرد على المنطقيين[7]